# Salvador Dabau i Caussà
Salvador Dabau i Caussa (Vilajuiga, 2 de marzo de 1909 – Gerona, Cataluña, 3 de diciembre de 2002) fue un destacado compositor, maestro y músico catalán. Su obra es excepcionalmente variada, incluyendo bailables, canciones, cantatas, música para cine, comedia musical, gozos, sardanas, habaneras, música profana y religiosa, obras para piano, zarzuelas y ballet.
Dabau inició su formación musical en la Escolanía de Montserrat, donde pasó seis años aprendiendo a tocar el piano, el órgano, el violín y la viola. Posteriormente, estudió Magisterio en la Escuela Normal de maestros de Gerona mientras continuaba sus estudios musicales con el maestro Francesc Civil. En solo un año, logró examinarse de ocho cursos de piano en el Conservatorio Superior de Música del Liceo de Barcelona, obteniendo excelentes calificaciones.
Como maestro, ejerció durante 47 años en varias localidades catalanas. Su primer destino fue Constantins, seguido de Torroella de Montgrí, donde trabajó como director de escuela durante 25 años. En Gerona, enseñó en el Hospicio de la cudad, en la escuela de Montjuic y finalmente en el Grupo Escolar Bruguera, donde fue maestro y profesor de música hasta su jubilación.
Paralelamente a su carrera docente, Dabau mantuvo una intensa actividad musical. Formó parte de numerosas orquestas, incluyendo la Sinfónica de Gerona (1930-1934), Bolero, Principal de Gerona, Iris de Salt, Camagüeys, Pizarro, Brasil y Rob Roys. En 1930 fundó el Cuarteto Albéniz en Torroella de Montgrí. A lo largo de su vida, y hasta una edad avanzada, ofreció numerosos conciertos de piano en diversas localidades.
Como compositor de habaneras, Dabau creó unas 11 piezas y arregló alrededor de cincuenta. Entre sus obras más conocidas destacan La barca abandonada, Entre les barques, Un cant d’amor (letra de Carles Casanovas), El cant del mar (letra de Antònia Vilàs), El vell i la barca y Vent de garbí (letra de Armand Beneyto).
En su madurez, Dabau fue arreglista y acordeonista del grupo "Oreig de Mar" de La Escala durante la década de los setenta y, a partir de 1984, del grupo "Llops de Mar" de San Felíu de Guixols.
A lo largo de su carrera, Salvador Dabau recibió numerosos homenajes y distinciones. El Ayuntamiento de Torroella de Montgrí le otorgó la Medalla del Montgrí en 1994. En noviembre de 1999, el Ayuntamiento de Gerona le dedicó una calle en el barrio de Sant Narcís. Además, el Ayuntamiento de Gerona publicó un libro basado en sus memorias, escrito por el doctor en Pedagogía Lluís Brugués i Agustí y por Albina Varés i Batlle.
En 2009, la familia del compositor donó su fondo personal al Centro de Documentación del Montgrí, las Islas Medas y el Bajo Ter, ubicado en el Museo del Mediterráneo de Torroella de Montgrí, contribuyendo así a preservar su legado musical y cultural. Este texto amplía la información sobre la formación musical de Dabau, detalla más su carrera como maestro y músico, e incluye más reconocimientos que recibió a lo largo de su vida.

## Biografía
Salvador Dabau i Caussa vio la luz por primera vez en Vilajuiga el 2 de marzo de 1909, y desde muy pequeño demostró un talento musical excepcional que ya presagiaba su futuro brillante en el mundo de la música.
Sus primeros pasos en este ámbito los dio como cantante solista en su querida población. A los nueve años, fue seleccionado para unirse a la Escolanía de Montserrat, un momento decisivo que marcaría su destino como músico excepcional. Esta oportunidad le llegó gracias a la atención de mosén Joan Moné, quien al escuchar su voz intuyó que su talento debía ser compartido con el mundo.
Con esta decisión crucial, inició su camino en la Escolanía, compartiendo vivencias y aprendizajes con otras jóvenes promesas, entre ellas Conrad Saló y Josep M. Vilà, quien más adelante se convertiría en una figura destacada como el alma de La Principal de la Bisbal.
Los años que Salvador Dabau pasó en la Escolanía fueron una época de intenso crecimiento y profundización en el mundo musical. Durante este período, dedicó hasta cinco horas diarias al estudio musical, profundizando en los secretos de la música. Esta intensidad le permitió dominar una variedad de instrumentos, incluyendo el piano, el órgano y el violín, con una destreza que reflejaba su extraordinaria pasión y compromiso.
A los doce años, Salvador Dabau comenzó a mostrar su propia creatividad y pasión musical componiendo su primera obra, Pregària. Esta emotiva pieza fue dedicada a la hermana fallecida de un compañero de la Escolanía, demostrando su capacidad para expresar emociones profundas y conectar con los corazones de los demás a través de su música.
Tras dejar atrás la Escolanía, Salvador Dabau se trasladó con su familia a la ciudad de Gerona, donde continuó su formación musical bajo la guía y tutela del Mestre Civil.
En un gesto extraordinario de resistencia y determinación, aprovechó su habilidad como pianista para ofrecer conciertos diarios a los prisioneros de guerra del campo de concentración de Santander. Esta decisión de compartir su música en tiempos tan oscuros y llenos de incertidumbre fue una prueba clara de su convicción en el poder transformador del arte y de su voluntad de encontrar belleza en medio del caos.
Sin embargo, las habaneras se fueron convirtiendo cada vez más en un elemento central de su producción musical. Composiciones como Un cant d'amor y Entre les Barques reflejan su habilidad para capturar emociones profundas a través de sus melodías.
| Detalles de su obra Musical |
| --- |
| Salvador Dabau demostró su habilidad excepcional y creatividad ilimitada como compositor a través de una amplia gama de obras notables. Más allá de sus apreciadas habaneras, exploró otros géneros musicales con una destreza y pasión destacables, dejando una huella significativa en cada una de sus creaciones. Su versatilidad musical quedó claramente reflejada en una gran variedad de géneros, como obras de concierto, polifonía, himnos y ballets, que revelaron una profundidad y maestría musical impresionantes. Su producción creativa abarcó la zarzuela *El monjo de nàufrags*, una obra que fusionó la música con la narrativa teatral de manera sorprendente. Además, dio vida a la encantadora opereta titulada *Pulgarcito*, que capturó el espíritu juguetón y mágico a través de su música. A través de estas obras, Dabau demostró su capacidad para transportar a la audiencia a mundos imaginativos y emocionantes. Pero no se detuvo ahí; su legado también incluye una revista musical llena de encanto titulada *Costa Brava*, que refleja su profunda conexión con la cultura y el entorno de la región. Estas creaciones no solo exhibieron su amplia paleta musical, sino que también mostraron una gran profundidad emocional y una habilidad técnica que hicieron que su música fuera verdaderamente cautivadora e impactante. A través de esta diversidad y riqueza creativa, Salvador Dabau trascendió los límites musicales y tejió una narrativa única que sigue resonando con el público hasta el día de hoy. Su capacidad para expresar su visión artística a través de una variedad de géneros musicales consolidó su posición como un músico inigualable y una figura inolvidable en el mundo de la música catalana. |

| Reconocimiento y premios |
| --- |
| El legado de Salvador Dabau se enriqueció con diversos premios y reconocimientos que marcaron su destacada carrera musical. Además de los aplausos y la apreciación del público, recibió un reconocimiento oficial por su extraordinario talento y su contribución al mundo de la música. Entre estos galardones, es fundamental destacar el primer premio que obtuvo con su habanera *Entre les Barques* en el prestigioso Concurso de Canción Marinera de Palamós. Este premio no solo validó su habilidad para capturar la esencia de las habaneras y conectar con el alma del público, sino que también lo consagró como un maestro en la creación de este género musical tan querido. Más allá del reconocimiento en el mundo de las habaneras, Salvador Dabau también recibió elogios por sus composiciones en otros géneros musicales. Sus obras de sardanas y otras piezas fueron aclamadas por su originalidad y su profundidad emocional. Este reconocimiento reforzó su influencia y su impacto en la comunidad musical en un sentido más amplio. A través de estos premios y reconocimientos, Salvador Dabau fue celebrado como un músico excepcional que dejó una huella indeleble en la cultura musical catalana y en la vida de todos aquellos que tuvieron el placer de escuchar su música. |

| Colaboraciones musicales |
| --- |
| La influencia y el impacto de Salvador Dabau no se limitaron únicamente a su obra como compositor en solitario. Su pasión por la música y su naturaleza colaborativa dieron lugar a conexiones significativas con otros músicos y artistas, creando una red interconectada de inspiración y creatividad. A través de sus colaboraciones musicales, Salvador Dabau profundizó en la riqueza de la expresión musical y enriqueció su propia creatividad. Al trabajar junto a otros talentos, fue capaz de fusionar diferentes visiones musicales y armonizar sus habilidades únicas. Esta fusión de perspectivas dio lugar a interpretaciones nuevas y emocionantes de sus creaciones, que a menudo trascendían los límites de géneros y estilos musicales. Sus colaboraciones no solo enriquecieron su propia obra, sino que también tuvieron un impacto profundo en los demás músicos con quienes trabajó. Su actitud abierta y receptiva creó un entorno de creatividad compartida, donde las ideas podían fusionarse y florecer. Esto dio lugar a experiencias musicales únicas que resaltaban su influencia en la comunidad musical en general. Las colaboraciones musicales de Salvador Dabau no solo enriquecieron su propia trayectoria artística, sino que también contribuyeron a una red de conexiones musicales que influyó e inspiró a otros talentos. Su capacidad para trabajar en equipo y fusionar diversas visiones musicales dio lugar a interpretaciones únicas y emocionantes, destacando su influencia en la comunidad musical y su capacidad para crear experiencias memorables que continúan resonando hasta nuestros días. |

| Inspiraciones musicales y estilo personal |
| --- |
| La música de Salvador Dabau estuvo impregnada de un mosaico de influencias musicales, fusionadas con un estilo personal profundamente distintivo. Como artista, demostró una notable capacidad para absorber diversas influencias de diferentes fuentes y épocas, utilizando estas inspiraciones como base para crear una identidad musical verdaderamente propia. Las influencias que asimiló fueron como un río que fluye a través del tiempo y los géneros, conformando una paleta de colores musicales única. Captó los matices expresivos de la música clásica y los fusionó con la pasión de los ritmos tradicionales. Esta diversidad se reflejó en sus composiciones, que oscilaban entre momentos de serenidad introspectiva y ráfagas de emoción apasionada. Su habilidad para expresar emociones profundas y tejer narrativas evocadoras a través de sus creaciones musicales fue una marca distintiva de su carrera. Fue capaz de insuflar vida a los instrumentos y a las melodías, estableciendo una conexión emocional directa con el público. Sus piezas no eran simplemente notas; eran relatos sonoros que hablaban al corazón y al alma de quienes las escuchaban. A través de estas inspiraciones y del estilo personal que desarrolló, Salvador Dabau creó un legado musical que sigue vivo hasta el día de hoy. Su música no solo reflejó su propia expresión artística, sino que también capturó la esencia de su época y de la cultura musical catalana. Esta fusión de influencias y la profunda expresión de su identidad musical dieron lugar a una obra que continúa resonando y emocionando al público actual, confirmando su capacidad única para conectar a través de la música. |

| Impacto en la cultura catalana |
| --- |
| Salvador Dabau trascendió su condición de músico talentoso para convertirse en una figura querida e influyente dentro de la rica y vibrante cultura catalana. Su participación activa en eventos y actividades culturales tuvo un impacto profundo en la vida de muchas personas. A través de su pasión y compromiso con la música, fue capaz de inspirar y guiar a jóvenes músicos, al tiempo que compartía su expresión artística con el público mediante actuaciones locales y otros eventos musicales. Su dedicación a elevar la cultura musical dentro de la comunidad dejó una huella indeleble en la memoria colectiva. Sus interpretaciones apasionadas y su presencia carismática crearon una conexión profundamente emotiva con el público. A través de estas interacciones, Salvador Dabau contribuyó a fomentar un amor y una apreciación duraderos por la música, enriqueciendo la vida de todos aquellos que tuvieron la oportunidad de compartir esos momentos con él. Su legado como músico y persona influyente se extendió más allá de las notas y las melodías. Fue un ferviente defensor de la cultura catalana y trabajó incansablemente para preservar y enriquecer la riqueza artística y musical de su tierra natal. Su pasión y compromiso fueron una fuente constante de inspiración para la comunidad, sirviendo como un recordatorio vívido del poder del arte para conectar, enriquecer y elevar la vida de las personas. Así, el impacto de Salvador Dabau en la cultura catalana va más allá de sus propias composiciones e interpretaciones. Fue un constructor de puentes culturales y un guardián del patrimonio musical, dejando un legado que continúa inspirando y conectando a generaciones a través de la pasión y la expresión artística. |

| Legado actual |
| --- |
| La influencia y el legado de Salvador Dabau se mantienen vivos y resuenan a través de la constante interpretación y celebración de su música. Sus composiciones, incluidas las icónicas habaneras como "Entre les Barques", siguen siendo protagonistas en festivales, conciertos y otros eventos musicales que se celebran en numerosos lugares. Su legado no se limita únicamente a sus propias interpretaciones, sino que se ha expandido a través de los músicos e intérpretes que continúan llevando su música a los escenarios. Las emociones y sentimientos que sus melodías evocaban en el pasado permanecen vivos gracias a las interpretaciones de los músicos actuales, creando una conexión atemporal entre el artista y el público. Salvador Dabau fue más allá de las fronteras estilísticas y construyó un legado que trasciende géneros musicales y generaciones. Su creatividad y dedicación, reflejadas en su música, continúan sirviendo de inspiración para los músicos emergentes y las futuras generaciones. Su legado resuena en cada nota interpretada y en cada oído que escucha sus melodías. A través de sus composiciones, Salvador Dabau sigue conectando personas y creando momentos únicos de belleza en el mundo de la música catalana. Su música perdura como testimonio de su pasión, su talento y su capacidad para conmover el alma con sus creaciones atemporales. |

## Obra
| Fecha | Título                   |
| ----- | ------------------------ |
| 1927  | A Vicenç Bou             |
| 1927  | Justeta                  |
| 1927  | Nines                    |
| 1927  | Torroellenca             |
| 1928  | La Festa de Sant Tomàs   |
| 1934  | Enyorança                |
| 1945  | Camí de l’Ermita         |
| 1945  | Cara al Mar              |
| 1945  | Com la Rosada            |
| 1954  | La Petita Regina         |
| 1954  | Per a Tu                 |
| 1963  | La Meva Ofrena           |
| 1963  | Empordanesa              |
| 1967  | La Bruixa de la Catedral |
| 1973  | Vora el Mar Guixolenc    |
| 1995  | Francina Entusiasta      |
| 1995  | Sa Forcanera             |
| 1996  | Adéu, Amic "Pepe"        |
| 1996  | Girona Vora el Riu       |
| 1998  | La Font del Paradís      |
| 1999  | Bell Palamós             |

| Fecha       | Obra                    | Nota                                                                    |
| ----------- | ----------------------- | ----------------------------------------------------------------------- |
| 1935 - 1936 | Costa Brava. Tierra-Mar | En 1940 cambió el nombre por "Estrella de Mar". Letra de Josep Castells |
|             | Hostench                | Comedia en dos actos, 11 cuadros y 5 mutaciones entre cuadros           |

| Fecha | Obra                                                     |
| ----- | -------------------------------------------------------- |
| 1947  | A la Verge i màrtir Sta. Caterina (Torroella de Montgrí) |
| 1947  | A la Mare de Déu de la Font Santa (Jafre)                |
| 1951  | Al gloriós màrtir Sant Genís (Torroella de Montgrí)      |
| 1953  | A la Verge de la Fossa (Ullá)                            |
| 1956  | A la gloriosa Santa Anna (Estartit)                      |
| 1963  | A la Mare de Déu de Vallvanera (Castillo-Playa de Aro)   |
| 1965  | A la Mare de Déu del Remei (Castillo de Aro)             |
| 1982  | A la Verge del Vitrall (Gerona)                          |
| 1994  | A Santa Maria d’Agullana (Agullana)                      |

| Fecha   | Obra                               |
| ------- | ---------------------------------- |
| 1923    | Pregària                           |
| 1937-38 | Missa a la Verge del Pilar         |
| 1942    | Glosas a los Misterios del Rosario |
| 1945    | Salve Montserratina                |

| Obra                      | Nota                            |
| ------------------------- | ------------------------------- |
| La Canción de los Álamos  | Letra de Pere Pericay           |
| El Monje de los Náufragos | Letra de Joaquim Buatas Bardina |

| Obra                | Nota                                   |
| ------------------- | -------------------------------------- |
| Capvespre           | Letra de Agustina Reixach              |
| Donzelleta Marinera | Letra de Salvador Dabau                |
| El Vell i la Barca  | Letra de Salvador Dabau                |
| El Capità           | Letra de Ferran Agulló                 |
| Entre les Barques   | Letra de Josep Maria de Segarra        |
| El Mar i la Lluna   | Letra de salvador dabau                |
| El Cant del Mar     | Letra de Antònia Vilàs                 |
| Dos Amors           | Letra de Maria Serrat Ragull           |
| Canto a Ma Terra    | Letra de Andreu Navarro                |
| El Fill i la Barca  | Letra de Maria Serrat Ragull           |
| T'estimaré Sempre   | Letra de la seva neta Eva Dabau i Vilà |